# Mignet Pou-du-ciel
Минье Блоха (фр. Mignet Pou-du-ciel, рус. Небесная блоха) — представляет собой небольшой самолёт оригинальной конструкции, который берёт своё начало с 1930-х годов.
«Блоха» была создана французским изобретателем Анри Минье. Минье не смог поступить в пилоты и решил построить свой собственный самолёт. Между 1931 и 1933 годах в Париже он построил ряд прототипов, испытав их на северо-восточных окраинах города. Согласно его книге Le Sport De L’Air первой успешной моделью, на которой летал Минье, стал HM-14, сделавший 10 сентября 1933 года первый полёт. Минье успешно продемонстрировал его в 1934 году.
Минье умышленно сделал самолёт максимально простым. Конструкция «Блохи» была из дерева и ткани. Самолёт был построен по схеме «тандем». Он имел переднее 5,5 м крыло с изменяемым углом атаки и заднее 4 м жёстко фиксированное крыло. Управление осуществлялось только по двум осям: по тангажу изменением угла атаки переднего крыла, по курсу рулём направления. Воздушный винт приводился в движение мотоциклетным мотором или лёгким автомобильным двигателем. Минье утверждал, что любой, кто может управлять автомобилем, сможет летать на «Блохе».
Многочисленные энтузиасты в Европе и США построили свои собственные самолёты. Во Франции было изготовлено по меньшей мере 500 «Блох». Средняя стоимость материалов в то время составляла около 350 долларов.
В начале эксплуатации много самолётов разбилось, так как пилоты не смогли вывести их из пологого пикирования. В некоторых случаях аварии привели и к гибели пилотов. Для решения возникшей проблемы Королевский авиационный институт в Великобритании и Министерство авиации Франции провели ряд тестов, согласно которым было рекомендовано изменить профили крыльев и расстояние между ними. К 1939 году в эксплуатации находились тысячи «Блох», однако самолёт так и не избавился от репутации опасного.
На протяжении многих лет энтузиасты продолжают строить свои собственные самолёты, изменяя оригинальную конструкцию. Французские любители проводят ежегодные соревнования в июне каждого года.

## Серийное производство
По сей день мебельная фабрика, перепрофилированная Анри Минье в авиастроительное предприятие, под маркой Mignet выпускает как готовые самолёты, так и КИТ наборы с тандемной схемой. Маркировка моделей самолётов начинается с индекса HM.